# Sus (Francja)
Sus – miejscowość i gmina we Francji, w regionie Nowa Akwitania, w departamencie Pireneje Atlantyckie.
Według danych na rok 1990 gminę zamieszkiwało 312 osób, a gęstość zaludnienia wynosiła 27 osób/km² (wśród 2290 gmin Akwitanii Sus plasuje się na 868. miejscu pod względem liczby ludności, natomiast pod względem powierzchni na miejscu 962.).